# Jugo de caqui

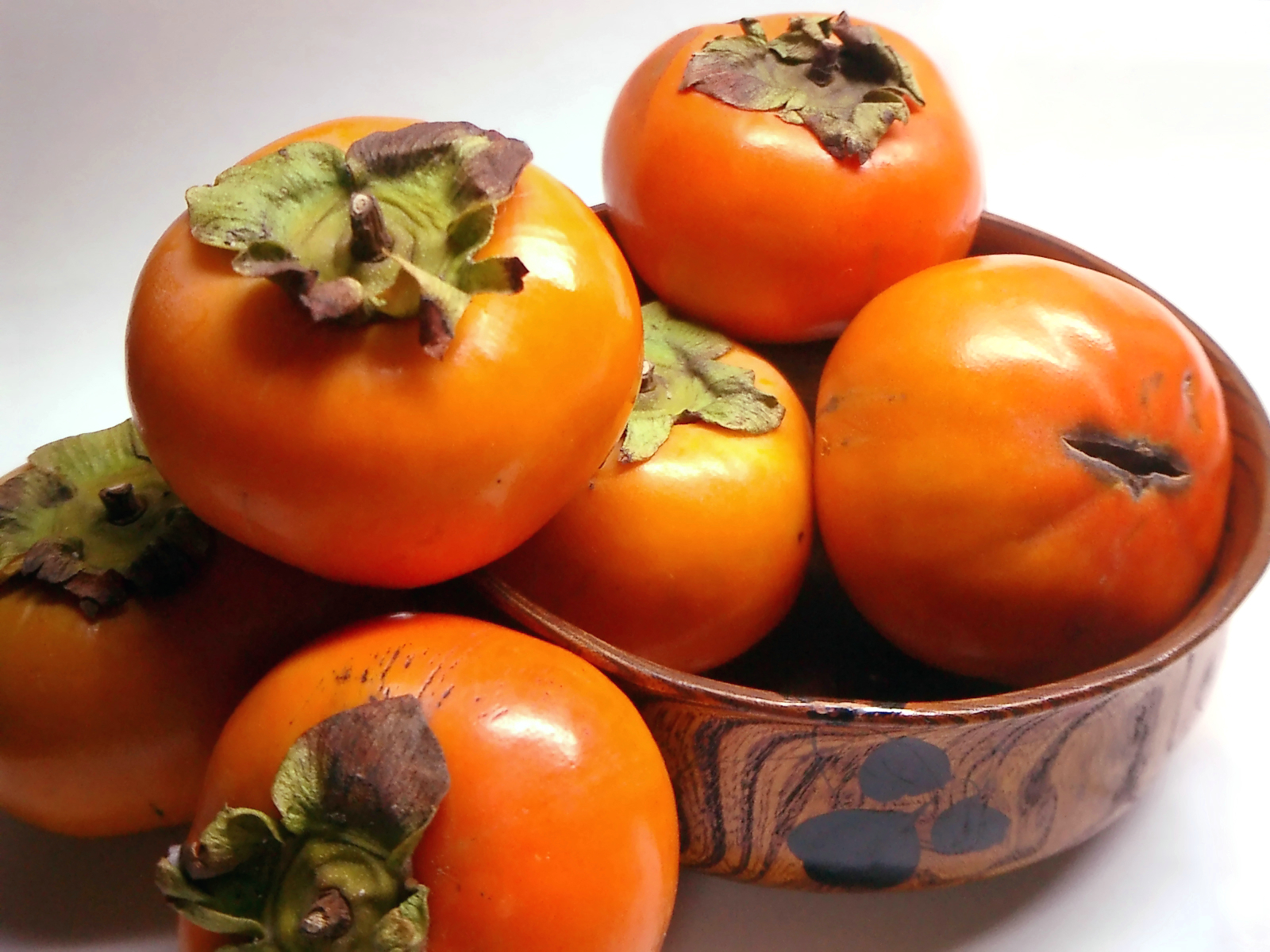
Kakis.

El jugo o zumo de caqui es el jugo extraído del caqui (Diospyros kaki). Este jugo no está muy extendido en el mercado mundial. El caquitero es un árbol de la familia de las ebenáceas, originario de China. Desde hace tiempo se conoce que existe una clara relación entre el alimento que ingerimos y nuestra salud. El aprovechamiento de estas frutas, así como su transformación en zumo y otros productos, aportan una gran importancia económica. Todos productos que se han obtenido son productos ideales para la alimentación saludable. 

## Historia
El caqui se introdujo en Europa entre los siglos XVII y XIX, llegando a España hacia el año 1870. Actualmente casi todas las plantaciones (España) se concentran en la Comunidad Valenciana en la comarca de la Ribera del Xúquer, en la que se encuentra la denominación de origen "Caqui Ribera del Xúquer" (kaki de la Ribera del Jucar). Es precisamente en la Ribera del Xúquer donde aparece a mediados del siglo XX una nueva variedad de caqui, la conocida como "Rojo Brillante". Comercialmente, para diferenciar esta variedad del caqui "Classic" se le denomina caqui "Persimon". Su aparición ha supuesto una verdadera revolución en el cultivo de esta fruta. Esta variedad autóctona es la única amparada en la denominación de origen "Caqui Ribera del Xúquer". Surgió de forma espontánea como consecuencia de la siembra de semillas en el margen de una parcela en el término municipal de Carlet. Hacia 1960 se injertó la primera plantación en el término municipal de La Alcudia. A partir de este momento el cultivo tuvo un rápido crecimiento. 

## Características del caqui
En este sentido caqui es una fuente natural de compuestos bioactivos con propiedades beneficiosas para la salud. Es una fruta rico en compuestos fenólicos, de entre los que destacan los antocianos. Y, por último, el caqui, desde el punto de vista nutricional (nutrición), contiene grandes cantidades de vitamina A y licopeno; sustancias antioxidantes; pectina soluble y fibra soluble. La mayor parte de la pectina soluble es una pectina modificada con capacidad de inhibir el crecimiento de células cancerígenas. La Tabla 1 muestra la composición en porcentaje de peso del caqui.                                          
| Parámetros              | Valor |
| ----------------------- | ----- |
| Calorías                | 39.7  |
| Hidratos de carbono (g) | 95    |
| Fibra                   | 21    |
| Potasio (mg)            | 290   |
| Magnesio (mg)           | 12    |
| Provitamina A (μg)      | 12    |
| Vitamina C (mg)         | 9     |

El aporte considerable de licopeno confiere a estas frutas un gran poder antioxidante que puede actuar protegiendo a las células del estrés oxidativo producido por la acción de los radicales libres. Este fenómeno celular es responsable de las principales enfermedades cardiovasculares, y también de determinados tipos de cáncer y del envejecimiento. En la Tabla 2, se presentan los datos obtenidos del análisis de determinados parámetros organolépticos en las distintas fracciones en que hemos seccionado la fruta. Las muestras de fruta analizadas corresponden a sus variedades.                                      
| Parámetros      | Parámetros      | Fibra entera | Fruta pelada | Piel         | Pulpa        | Corazón      |
| --------------- | --------------- | ------------ | ------------ | ------------ | ------------ | ------------ |
| Rendimiento (%) | Rendimiento (%) | 100 ± 0,89   | 76,74 ± 5,04 | 23,39 ± 3,19 | 61,03 ± 3,90 | 15,47 ± 0,98 |
| pH              | pH              | 6,02 ± 0,95  | 5,63 ± 0,59  | 6,25 ± 0,67  | 5,83 ± 0,57  | 5,44 ± 0,35  |
| Color           | L*              | 54,26 ± 1,23 | 51,95 ± 7,64 | 44,81 ± 1,02 | 50,86 ± 0,57 | 55,76 ± 0,35 |
| Color           | a*              | 11,72 ± 3,23 | 11,99 ± 0,53 | 24,65 ± 7,44 | 15,16 ± 5,99 | 11,54 ± 0,50 |
| Color           | b*              | 50,82 ± 2,31 | 49,94 ± 6,30 | 49,61 ± 2,23 | 51,06 ± 4,29 | 50,65 ± 0,96 |
| Color           | I.C.            | 4,25 ± 1,12  | 5,09 ± 1,14  | 11,43 ± 1,58 | 6,33 ± 4,00  | 4,14 ± 0,81  |

## Producción
El zumo fresco de caqui (variedad persimon) a escala industrial se obtiene mediante la aplicación de tratamiento enzimático de las frutas sin/con astringencia. El zumo clarificado de caqui se obtiene mediante tecnologías que permiten preservar al máximo las propiedades organolépticas, fisicoquímicas y nutricionales de la fruta de original. Para alcanzar estos procesos se ha realizado una comparación entre varios esquemas de producción del zumo, condicionados por diferentes tiempos y tratamientos enzimáticos, así como el estudio comparativo de algunas propiedades fisicoquímicas del zumo, con el fin de elegir aquel esquema de producción que minimice la degradación de los atributos sensoriales y los parámetros fisicoquímicos más relevantes del zumo; que actualmente están siendo evaluados. Una de las esquemas de producción de zumo de caqui, desarrollada para PectinWorld, se presenta  en las instalaciones de Agriconsa.  
El diseño de esta línea (del proceso a escala industrial) para la elaboración de zumo de Caqui consta de las siguientes etapas: Recepción de la fruta; Lavado; Trituración con cuchillas: Con trituradora cuchillas (con mallas de diferentes diámetros de luz); Calentamiento para evaporación del agua de las células del tejido vegetal; Tratamiento enzimático (cóctel de enzimas comercial) en un (depósito) biorreactor con un agitador y calefacción, a un tiempo y temperatura determinado. La separación física de las fases, zumo y pulpa es posible realizarla mediante combinación de métodos de filtración. Es muchas ocasiones la mejor tecnología es una combinación de técnicas de filtración.
Al final el zumo turbio (aprox. 10 % de pulpa) se pasteuriza en un pasteurizador tubular.
Para el zumo clarificado (aprox. 1 % de pulpa) se utilizan dos tipos diferentes de filtros: por tamaño de poro entre 0,45 y 0,1 µm y entre 100 y 10 KDa. Después se maneja un filtro de bujías. Cual se utiliza al final como filtro abrillantador con coadyuvantes como tierra de diatomeas o sol de sílice. Además se utiliza la ultrafiltración. Se use el tiempo-temperatura de pasteurización óptima, para neutralizar todos los microorganismos presentes en el zumo de caqui turbio y clarificado, pero sin alterar sus características. Resulta es un producto con una estabilidad a largo plazo en el tiempo y con alta calidad de la organoléptica y nutricional.
También se desarrollado y se probado una línea de proceso a escala industrial para la elaboración otros tipos de zumo de caqui, concentrados de zumo de caqui. Tratamiento enzimático provoca la degradación de la estructura vegetal del caqui y así su mejor manejo para su transformación en el zumo. Otros tipos de tratamientos en continuo o en discontinuo, según parte, provocan un desestructuración física-mecánica del producto vegetal por la rotura de tejidos, paredes y membranas celulares y que más importante protopectina y facilitan así la extracción de zumo. Tratamiento enzimático, pasteurización, tratamiento con unos equipos especiales, según patente, concentración a unas condiciones determinadas estabiliza la turbidez en los productos terminados y pertime tener los productos terminados con alta turbidez y con baja pulpa (menos 1) en un mismo producto. También se diseña una línea de proceso a escala industrial para la elaboración un zumo clarificado de caqui, concentrado de zumo clarificado de caqui. 

## Zumos
De todo ello se obtienen productos con alto valor añadido debido a los compuestos bioactivos que contiene, cuya tipicidad en cuanto a su composición le situaran en una línea privilegiada de las bebidas funcionales.  
Dependiendo de la materia prima se produce zumo turbio (aprox. 10 % de pulpa) o zumo clarificado (aprox. 1 % de pulpa). Según otra tecnología se produce el concentrado con alta turbidez y con baja pulpa de caqui. Producto tiene entre un 17-40 ºBrix; 9700-10500 FNU de turbidez o más; 4,5-6,0 pH; 2,0-3,2 mmol Trolox (ABTS) de capacidad antioxidante; 10-15 ABS580; 0,2-1 % de acidez; 0,4-2,0 % pulpa; 0,03-0,05 % de pectinas con 40-66 % de grado esterificacion; 100-140 ppm de bioflavanoides. El color del zumo, concentrado alta turbidez y baja pulpa de caqui L* de 19 a 47, a* de -1 a 16, b* de 7 a 50. 
Simultáneamente, se permite una producción el concentrado semiclarificado, clarificado de caqui, que tiene entre un 15-19 ºBrix; 0,17-0,25 % de acidez; 0% de pulpa; 100-300 ppm de bioflavanoides; 40-70 % y 90-100 % de transmitancia. El color del zumo semiclarificado y clarificado de caqui es: L* de 25 a 30, a* de 1,5 a 3, b* de 9,9 a 16. La determinación de ácidos orgánicos y azúcares en el zumo de caqui clarificado se llevó a cabo por cromatografía líquida: la concentración de ácido málico entre un 0,68-1,3g/100mL, de ácido gálico entre un 0,96-1,45mg/100g. Parámetros organolépticos de todos los productos corresponden a fruta.

## Conclusión de la tecnología
La turbidez es mayor con compuestos con color y mayor cuanto mayor es la concentración de los sólidos en suspensión e iones. Según la tecnología desarrollada, el zumo y el concentrado de caqui se producen con alta turbidez y con baja pulpa. Esta tecnología es un método para mejorar la calidad y rentabilidad (Tabla 3)(Figura 1) de la producción del jugo fresco de caqui, así como para el valor médico del jugo de caqui. El desarrollo del perfil sensorial del zumo de caqui es muy importante. Según la tecnología desarrollada los parámetros organolépticos de todos  productos corresponden a los parámetros organolépticos de la fruta original. Los productos tienen una mayor estabilidad a largo plazo en el tiempo. Con una desestructuración físico-mecánica de la materia vegetal, que facilita la extracción del jugo, no se pierden los compuestos bioactivos con las propiedades beneficiosas de la salud. Con una desestructuración de las moléculas de protopectina se aumenta la concentración de la pectina modificada, se cambia el grado de esterificación de pectina ligeramente al 60 %. Este tratamiento reduce la viscosidad.
Como se indicó anteriormente, este procedimiento modifica las cadenas de pectina, forma las moléculas con un grado de esterificación al 60 %, las micelas (1.0 - 1.3 μm) y su red. Con el fin de mantener la estabilidad de la turbidez, se utiliza la inactivación de pectinesterasa. Se observó, que la aplicación de pectinasa, endo-1,4-beta-glucanasa, celulasa y etc. forma unos oligómeros de pectina con un grado de esterificación al 60 %. Los resultados mostraron que un aumento en el contenido de oligómeros de pectina con un grado de esterificación al 60 % condujo a la estabilidad de la turbidez de los jugos de cítricos, melón y caqui. Datos tengan un buen acuerdo con la teoría de DLVO. La teoría de DLVO (Derjaguin, Landau, Vervey, Overbeek) sobre la energía potencial de un conjunto de dos partículas, como la de Von Smoluchowski sobre la cinética de floculación, se basan sobre los conceptos desarrollados para la escala molecular (fuerzas de Van der Waals, difusión, choque bimolecular), y los extienden a la escala coloidal.

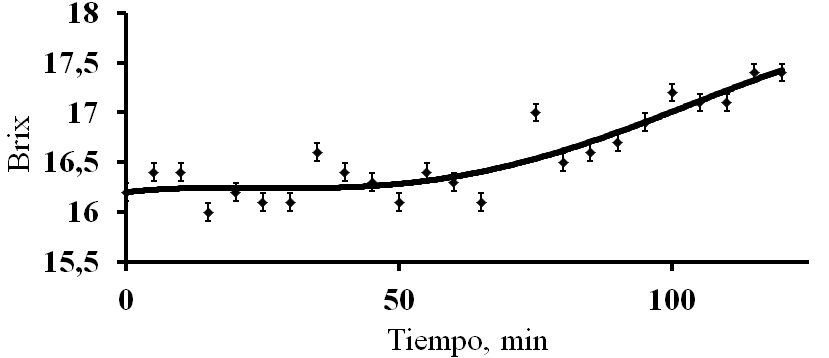
Figura 1. Cinética de la evolución del zumo fresco de caqui.

| Productos                        | Peso, t | °Brix | Solids,% | Humedad,% |
| -------------------------------- | ------- | ----- | -------- | --------- |
| Jugo pacterizado                 | 0.5     | 13-19 | 0-2      | -         |
| Concentrado del jugo clarificado | 0.1     | 40-60 | 0        | -         |
| Pulpa para pectina               | 0.14    | -     | -        | 81-85     |
| Puré para productos alimentarias | 0.1     | -     | -        | 75-78     |

## Planta única
Gracias al método desarrollado se consigue la unión en una planta única la fabricación zumos, concentrados semiclaraficados, clarificados al baja temperatura, baja acidez; zumos, concentrado con alta turbidez, baja pulpa, baja acidez de frutas, cítricos, caqui, melón y desechos de materia prima vegetal. Simultáneamente, se permite la elaboración el concentrado semiclarificado, clarificado y clarificado baja acidez de limones, frutas que tiene entre un 40-50 ºBrix; 2-39 % de acidez; 2,0-6,0 pH; 0 % de pulpa; 0-0,0004 % de aceite; 0-0,8 % de bioflavonoides; 40-70 % y 95-100 % de transmitancia; 0,1-0,8 de ABS420nm; 0,2-0,7 de ABS202nm, mas 2400-3200 ppm de ácido ascórbico; con organoléptica frutal. También simultáneamente, se permite la elaboración del concentrado alta turbidez y baja acidez de cítricos, que tiene entre un 30-50 ºBrix; 12500-38000 FNU de turbidez; 2,8-4,6 pH; 7-11 de ABS580nm; con un contenido 0,7-20 % de acidez; 1,0-2,9 % de bioflavonoides; 0,001-0,01 % de aceite; 0,2-1,0 % de pulpa; hasta 6,4 % de pectinas; más 2200-3800 ppm de ácido ascórbico; organoléptica frutal. En esta planta única se fabrica el concentrado alta turbidez y baja pulpa de melones, que tiene entre un 30-37 y hasta 56ºBrix; 7400-10500 FNU de turbidez; 5,2-8,0 pH; 0,02-0,1 % de acidez; 0-0,4 % y no más 4% de pulpa; organoléptica frutal; color frutal. Se puede estimar que el color del zumo, concentrado alta turbidez y baja pulpa de melones alcanzaría los siguientes datos (RGB): R de 167 a 220; G de 183 a 231, B de 5 a 163 y L* de 71 a 90, a* de -30 a -14, b* de 32 a 72. 
Dependiendo del producto y de que etapa realizada vamos a obtener el rendimiento industrial del zumo pasterizado con baja pulpa en rango 49-70 %. Los productos se producen por las tecnologías de know-how y unas patentes, suministradas por proyectos de PectinWorld.